# کاراکوکشا
کاراکوکشا (به لاتین: Karakoksha) یک منطقهٔ مسکونی در روسیه است که در جمهوری آلتای واقع شده‌است.